# Nagato (1920)
El Nagato (長門?), bautizado así en honor de la provincia japonesa homónima, fue un acorazado japonés construido tras la Primera Guerra Mundial, que constituía clase junto al Mutsu, siendo los mayores buques de la Armada Imperial Japonesa durante 20 años.
El Mutsu junto a su gemelo Nagato fueron el máximo exponente de la ingeniería naval japonesa hasta la aparición de los aún más impresionantes clase Yamato. Categóricamente impresionantes por donde se los viera, eran el orgullo de la Armada Imperial Japonesa. Su clase combinaba velocidad, armamento y blindaje eficazmente. Era del tipo de reducto central con capacidad para lanzar tres aviones de observación y contaba con la típica estructura japonesa de pagoda en el puente, aunque sin llegar a la altura de los Fusō o Yamashiro. Tenía un blindaje vertical de 300 mm y horizontal de 75 mm.
Estos acorazados estaban catalogados como acorazados rápidos, y portaban la mayor artillería embarcada hasta la entrada en servicio de la clase Yamato.

## Historial

### Diseño

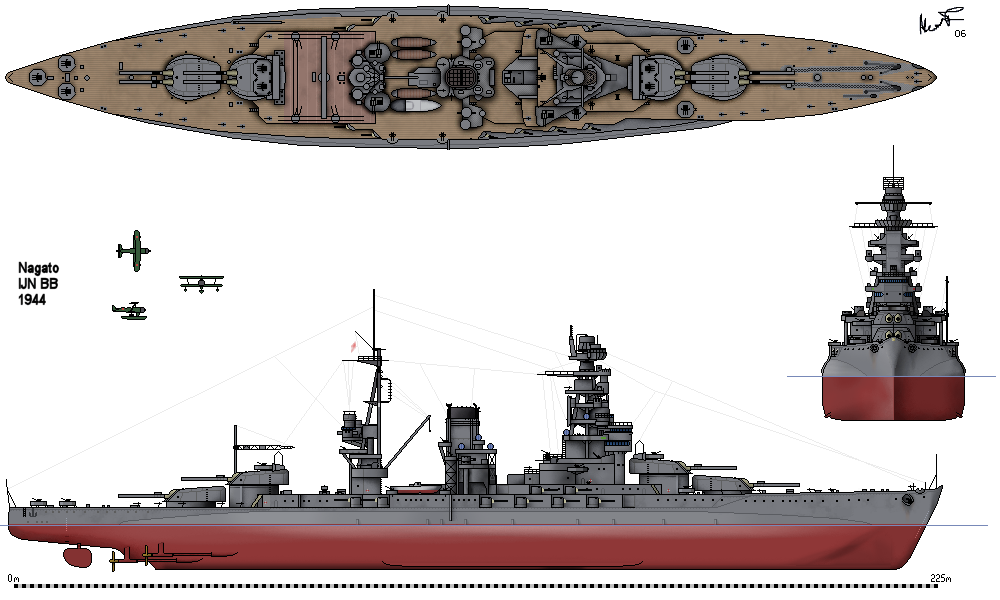
Dibujo de las líneas del acorazado.

Fue puesto en grada en 1917 y botado en 1919, siendo el primer acorazado de la clase. El Mutsu sería un poco más pesado y con algunas mejoras. Durante las pruebas de milla corrida en alta mar alcanzó una velocidad máxima de 26,7 nudos, siendo un récord para este tipo de naves.
En abril de 1922, durante la visita del Príncipe de Gales al Japón, él y su séquito fueron invitados a bordo del Nagato y quedaron maravillados del progreso de la ingeniería naval japonesa aplicada en ese navío. En 1923, el Tratado Naval de Washington limitó el desarrollo de la Armada Imperial, los Nagato tuvieron un peso capital en las deliberaciones. En colaboración con técnicos alemanes se instalaron a bordo catapultas sobre la torreta número tres, para aviones de exploración.
Durante 1934, los clase Nagato y otras clases fueron modernizados añadiéndoles mayor potencia de fuego secundario, así como ensanchamientos en el casco para dar una mayor estabilidad; el perfil del buque resultó muy alterado respecto al que tenía originalmente. Fue acondicionado completamente en 1937, con un nuevo perfil en el mástil-torre. Su desplazamiento fue incrementado pero su velocidad resultó disminuida.

### Segunda Guerra Mundial

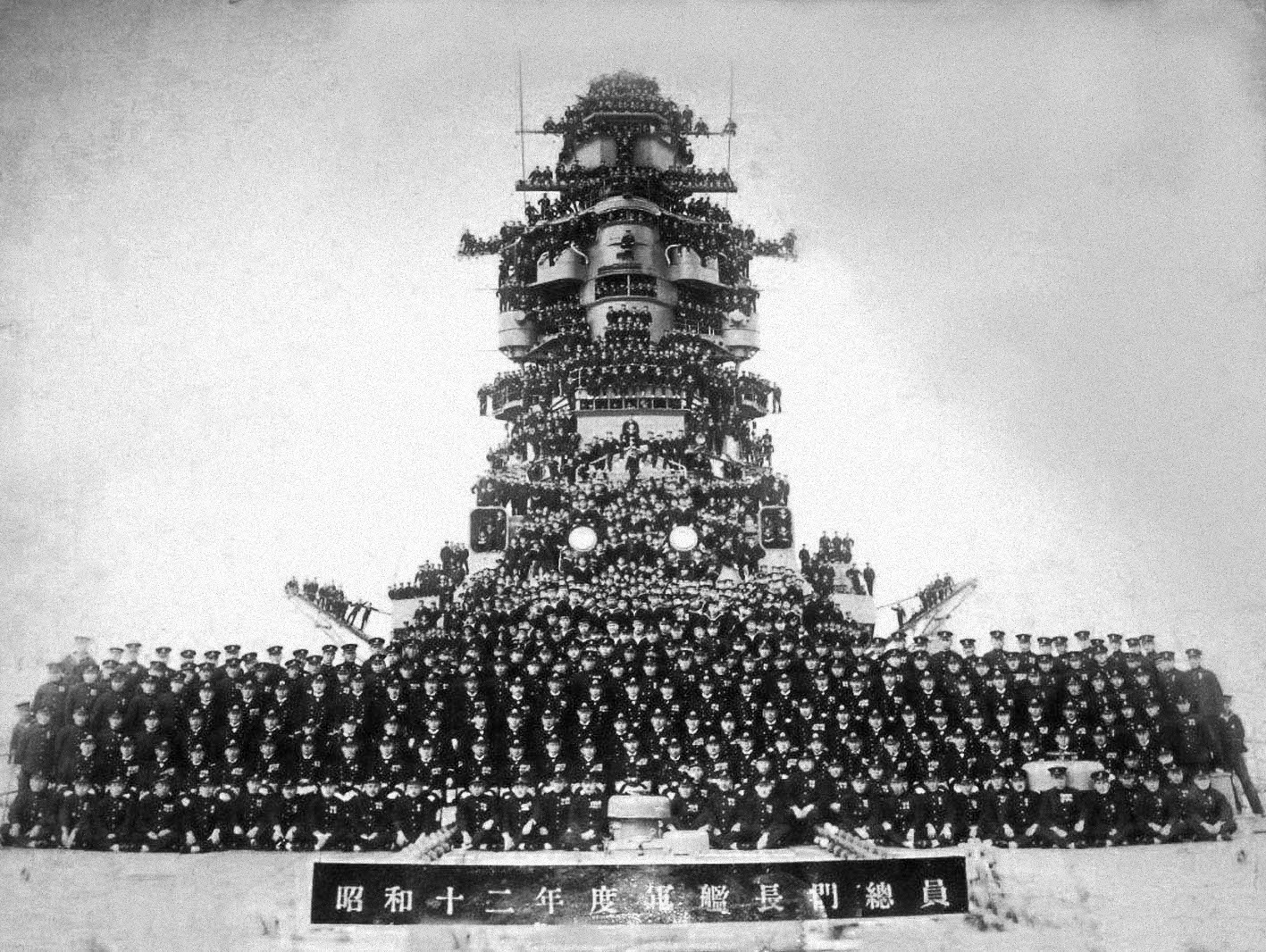
El Nagato y su tripulación en 1937.

En 1940, sobre sus cubiertas se esbozaron, planificaron, discutieron y se aprobaron los planes del ataque a Pearl Harbor, liderados por el almirante Isoroku Yamamoto y denominado Plan Z. A bordo del Nagato, Yamamoto recibe la señal Tora Tora Tora emitida por el comandante Mitsuo Fuchida durante el ataque perpetrado el 7 de diciembre de 1941.
En febrero de 1942, con la entrada en servicio del nuevo superacorazado Yamato, el Nagato deja de ser buque insignia de la Flota Combinada, título ostentado durante más de 17 años. Ese mismo mes participa en las maniobras de ocupación de Guadalcanal y pasa a formar la 1.ª División de Acorazados junto al  propio Yamato y el Mutsu. En junio participa como parte del grueso de la flota durante la batalla de Midway. Yamamoto ordena avanzar y atacar la isla de Midway ante los reveses sufridos pero posteriormente la orden es revocada y se limita a asistir a los supervivientes del portaaviones Kaga. Al mes siguiente, con la entrada en servicio del gemelo del Yamato, el Musashi, el Nagato es transferido como líder de la 2.ª División de Acorazados junto al Ise, el Hyūga y el Mutsu.

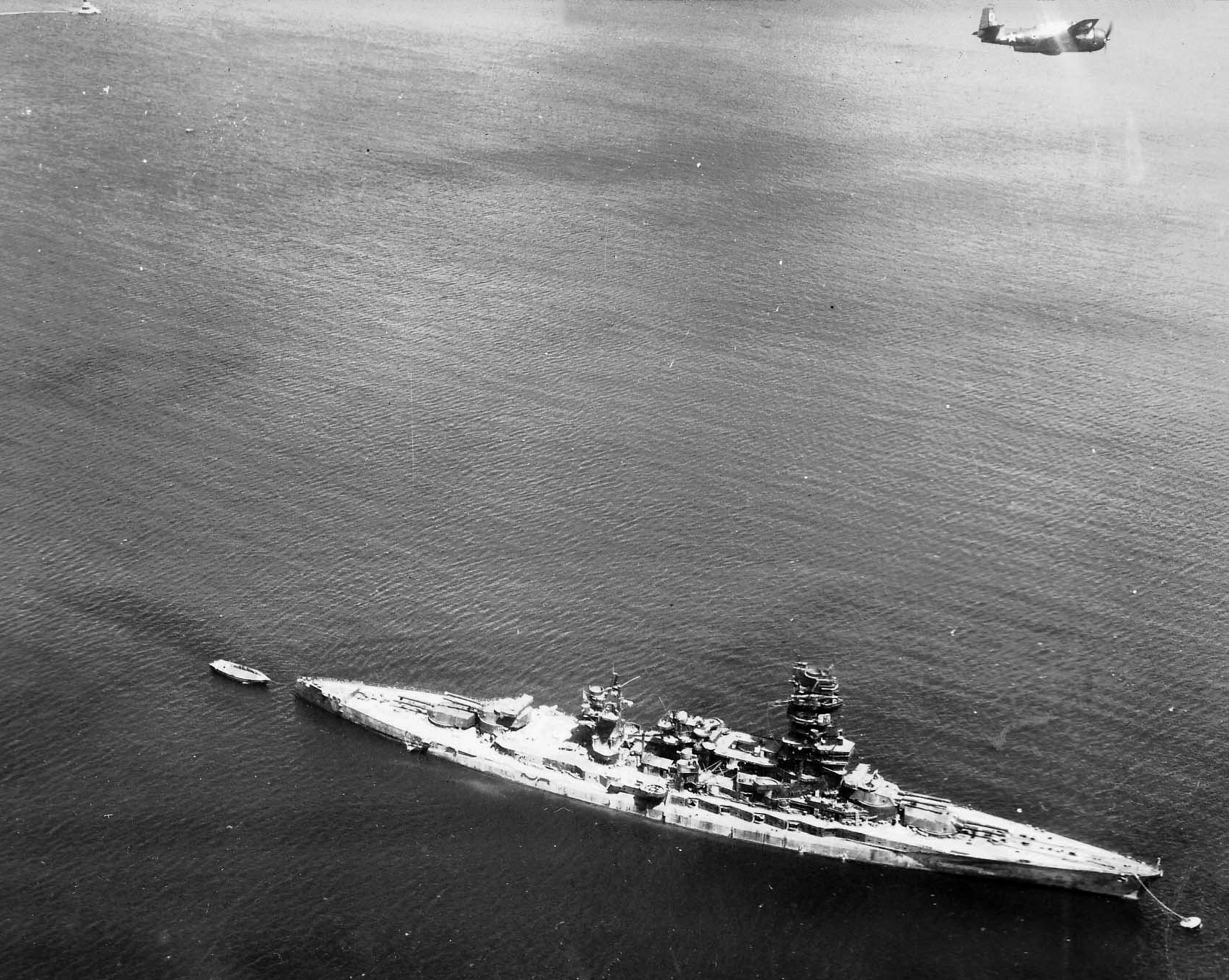
Un avión torpedero Grumman TBF Avenger estadounidense sobrevuela al Nagato en 1945.

Los primeros seis meses de 1943 se dedica a realizar extenuantes ejercicios de combate entre Hashirajima y Kure. El 8 de junio su gemelo, el Mutsu, resulta hundido por una explosión interna en la bahía de Hiroshima. En agosto parte hacia la base de Truk como parte de la 2.ª Flota junto a los clase Yamato, para destacarse en esa importante base japonesa.
En junio de 1944, participa en la Operación A-Go que desemboca en la batalla del Mar de las Filipinas y sufre ataques de aviones americanos sin mayores consecuencias; sin embargo uno de sus escoltas, el portaaviones Hiyō, resulta hundido. Ese mismo mes, el acorazado es equipado con radares del tipo 22 y su artillería antiaérea es incrementada. En octubre del mismo año zarpa desde Brunéi y participa en la batalla del Golfo de Leyte donde se salva de ser torpedeado gracias a que los cruceros pesados Maya y Takao reciben los torpedos del USS Darter, hundiéndose el primero de ellos. Es atacado sucesivamente por aviones enemigos donde resulta levemente dañado por bombas y un torpedo. Al adentrarse en el golfo una fuerza de portaaviones de escolta americanos que procuraba apoyo aéreo al desembarco es sorprendida y atacada.

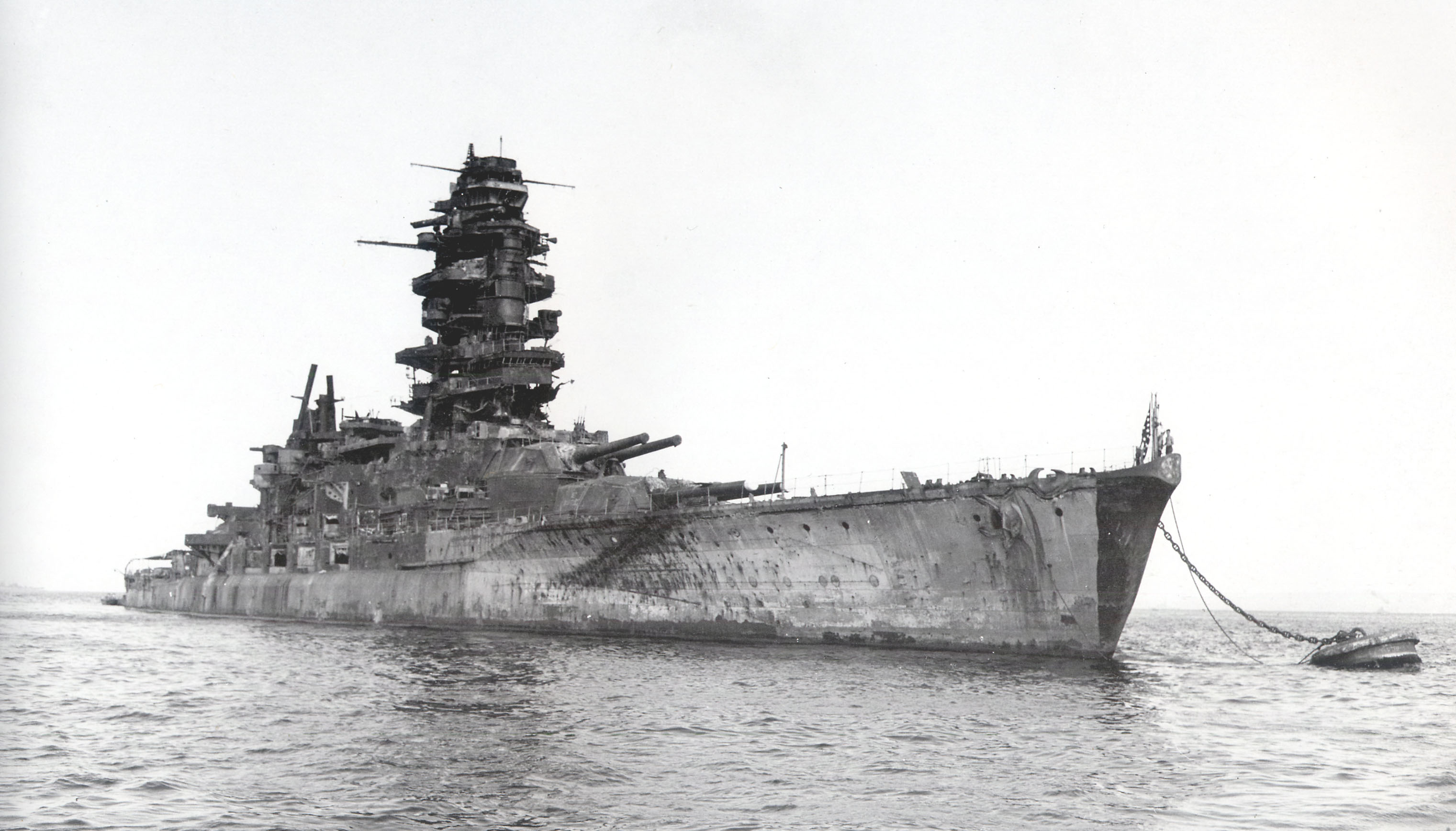
El acorazado Nagato tras las pruebas atómicas de 1946.

En 1945 permanece en Yokosuka, donde es sometido a reparaciones y luego sirve como acorazado de defensa costera. En julio de ese año es atacado por bombarderos del USS Essex y es dañado gravemente con alta pérdida de vidas, al estar al ancla en ese puerto.

### Destino
El 30 de agosto de 1945 es tomado como botín de guerra por los estadounidenses en Yokosuka y su toma es considerada un símbolo de la rendición japonesa. Asistido por americanos y japoneses es llevado por sus propios medios al atolón de Bikini donde es usado como barco objetivo para pruebas atómicas en julio de 1946 (Operación Crossroads) a las que sobrevive, pero días después daños internos no detectados lo hacen zozobrar.

[https://www.youtube.com/watch?v=Qeb8TBShOV0 Video mostrando el buceo en el naufragio del Nagato.

### Pecio del Nagato
El pecio del acorazado japonés Nagato, hundido en la Operación Crossroads, descansa hoy en las profundidades de la laguna del atolón Bikini, siendo un pecio solo accesible para buzos técnicos.  Yace a 53 metros de profundidad, volcado y ligeramente escorado a babor.  La exploración se concentra en la arena, donde se encuentran los restos de la cubierta principal. La proa ofrece una vista impresionante del naufragio invertido, mientras que hacia la popa se aprecian los cañones con sus tapas, los restos de la pagoda y el puente de mando, y los icónicos cañones de popa. Las gigantes hélices son un punto de interés en la parte menos profunda.  Se realizaron dos penetraciones en las cubiertas superiores: una desde la pagoda hacia popa, visitando una cocina y varios corredores y habitaciones, y otra desde estribor a babor, explorando cuartos de oficiales. Cabe destacar que el Nagato presenta una constante fuga de combustible, visible en el burbujeo de la quilla.